# Marlishausen
Marlishausen is een dorp in de Ilm-Kreis in de Duitse deelstaat Thüringen.

## Geschiedenis
Het dorp wordt voor het eerst vermeld in een oorkonde uit 779.
In 1994 werd Marlishausen deel van de toen gevormde gemeente Wipfratal, die op 1 januari 2019 opging in de gemeente Arnstadt.
Angelhausen-Oberndorf · Arnstadt · Branchewinda · Dannheim · Dosdorf · Espenfeld · Ettischleben · Görbitzhausen · Hausen · Kettmannshausen · Marlishausen · Neuroda · Reinsfeld · Roda · Rudisleben · Schmerfeld · Siegelbach · Wipfra